# 오무타시
오무타시(일본어: 大牟田市)는 일본 후쿠오카현 최남단에 있는 시이다.
규슈 중부에 위치하고 서쪽은 아리아케해와 접한다. 구 미이케군 다카타정(현 미야마시 다카타정)과 구마모토현 아라오시·다마나군 난칸정·나가스정을 포함한 독립된 도시권(오무타 도시권)을 형성하고 있다. 후쿠오카현의 자치체 중에서는 5번째로 인구가 많다.
일찍이 미쓰이 미이케 탄광의 석탄 자원을 배경으로 석탄 화학 공업으로 번창해 1959년에는 최대 인구 208,887명을 자랑했지만 에너지 혁명으로 기존의 석탄 공업이 쇠퇴하였고 탄광은 1997년 3월에 폐광되었다. 이후에는 폐기물 고형 연료(RDF) 발전시설을 중심으로 환경 재활용 산업 등 신흥 산업(에코타운)과 입지 조건을 살린 오무타 테크노파크(공업단지)의 기업 유치 등에 힘을 쓰고 있다.
2007년에 포브스지 "세계의 가장 깨끗한 도시 Top25"에 선정된 이력이 있으며 7월 하순에 열리는 여름 축제인 "다이자야마"에는 매년 40만 명 정도가 방문한다고 한다.

## 지리
후쿠오카현 최남단에 있고 후쿠오카시에서 남쪽으로 약 65km, 구마모토시에서 북서쪽으로 약 45km 거리에 위치하고 남쪽과 동쪽으로 구마모토현과 접한다.
아리아케해와 접하는 시 서부는 간척지와 매립지가 펼쳐져 있다. 한편 동부에는 미이케산(388m)·우와토코산(258m)·다이마산(225m) 등 작은 산이 늘어서 있고 북부에는 도카산(181m)·아마기산(123m), 남동부에는 다카토리산(131m)의 구릉지가 점재한다. 시내를 흐르는 1급 하천은 존재하지 않지만 2급 하천으로는 오무타강, 스와강, 도멘강, 구마강 4개가 있고 도멘강의 지류들도 있다.

## 인접하는 자치체
- 후쿠오카현
  - 미야마시

- 구마모토현
  - 아라오시
  - 다마나군 난칸정

## 역사
- 1889년 4월 1일 - 정촌제가 시행되어 오무타촌, 사가리촌, 도카촌, 요코스촌 등 4개 촌이 합병해 미이케군 오무타정이 성립하였다.
- 1917년 3월 1일 - 오무타정이 시로 승격하여 오무타시가 되었다.
- 1929년 4월 1일 - 미이케군 미카와정을 편입하였다.
- 1941년 4월 1일 - 미이케군 미이케정·하야메정·다마가와촌·긴스이촌 등 4개 정·촌을 편입하였다.
- 1959년 - 최다 인구 208,887명을 기록하였다.

## 교통

### 도로
- 국도 제208호선
- 국도 제209호선
- 국도 제389호선

### 철도
- 규슈 여객철도
  - 규슈 신칸센
  - 가고시마 본선

- 서일본 철도
  - 덴진오무타선

## 인구
| 연도 | 인구    | ±%     |
| ---- | ------- | ------ |
| 1940 | 177,034 | —      |
| 1950 | 191,978 | +8.4%  |
| 1960 | 205,766 | +7.2%  |
| 1970 | 175,143 | −14.9% |
| 1980 | 163,000 | −6.9%  |
| 1990 | 150,453 | −7.7%  |
| 2000 | 138,629 | −7.9%  |
| 2010 | 123,683 | −10.8% |
| 2020 | 109,466 | −11.5% |

## 기후
| 오무타시의 기후                                              | 오무타시의 기후 | 오무타시의 기후 | 오무타시의 기후 | 오무타시의 기후 | 오무타시의 기후 | 오무타시의 기후 | 오무타시의 기후 | 오무타시의 기후 | 오무타시의 기후 | 오무타시의 기후 | 오무타시의 기후 | 오무타시의 기후 | 오무타시의 기후 |
| 월                                                           | 1월             | 2월             | 3월             | 4월             | 5월             | 6월             | 7월             | 8월             | 9월             | 10월            | 11월            | 12월            | 연간            |
| ------------------------------------------------------------ | --------------- | --------------- | --------------- | --------------- | --------------- | --------------- | --------------- | --------------- | --------------- | --------------- | --------------- | --------------- | --------------- |
| 역대 최고 기온 °C (°F)                                       | 20.5 (68.9)     | 21.8 (71.2)     | 24.7 (76.5)     | 29.6 (85.3)     | 32.8 (91.0)     | 35.0 (95.0)     | 37.2 (99.0)     | 37.5 (99.5)     | 35.5 (95.9)     | 32.7 (90.9)     | 26.2 (79.2)     | 23.6 (74.5)     | 37.5 (99.5)     |
| 일평균 최고 기온 °C (°F)                                     | 10.0 (50.0)     | 11.5 (52.7)     | 15.0 (59.0)     | 20.3 (68.5)     | 24.9 (76.8)     | 27.3 (81.1)     | 30.9 (87.6)     | 32.4 (90.3)     | 29.0 (84.2)     | 23.9 (75.0)     | 18.0 (64.4)     | 12.3 (54.1)     | 21.3 (70.3)     |
| 일일 평균 기온 °C (°F)                                       | 5.6 (42.1)      | 6.7 (44.1)      | 10.1 (50.2)     | 14.9 (58.8)     | 19.5 (67.1)     | 23.0 (73.4)     | 26.8 (80.2)     | 27.7 (81.9)     | 24.2 (75.6)     | 18.7 (65.7)     | 12.9 (55.2)     | 7.5 (45.5)      | 16.5 (61.7)     |
| 일평균 최저 기온 °C (°F)                                     | 1.2 (34.2)      | 1.9 (35.4)      | 5.1 (41.2)      | 9.6 (49.3)      | 14.5 (58.1)     | 19.3 (66.7)     | 23.5 (74.3)     | 24.1 (75.4)     | 20.2 (68.4)     | 13.9 (57.0)     | 8.1 (46.6)      | 2.9 (37.2)      | 12.0 (53.7)     |
| 역대 최저 기온 °C (°F)                                       | −7.4 (18.7)     | −5.8 (21.6)     | −3.8 (25.2)     | −0.7 (30.7)     | 5.0 (41.0)      | 10.2 (50.4)     | 15.1 (59.2)     | 16.1 (61.0)     | 9.6 (49.3)      | 1.9 (35.4)      | −1.3 (29.7)     | −4.7 (23.5)     | −7.4 (18.7)     |
| 평균 강수량 mm (인치)                                        | 53.0 (2.09)     | 73.6 (2.90)     | 119.1 (4.69)    | 139.1 (5.48)    | 168.8 (6.65)    | 366.8 (14.44)   | 394.6 (15.54)   | 212.6 (8.37)    | 171.1 (6.74)    | 83.3 (3.28)     | 85.3 (3.36)     | 58.6 (2.31)     | 1,925.8 (75.82) |
| 평균 강수일수 (≥ 1.0 mm)                                     | 6.9             | 7.9             | 9.9             | 9.7             | 9.2             | 13.4            | 11.9            | 9.5             | 8.8             | 6.0             | 7.7             | 6.9             | 107.8           |
| 평균 월간 일조시간                                           | 140.7           | 149.7           | 174.7           | 188.8           | 199.1           | 132.3           | 188.0           | 217.1           | 185.0           | 191.9           | 156.4           | 143.1           | 2,066.7         |
| 출처: 일본 기상청 (평년값: 1991년~2020년, 극값: 1977년~현재) |                 |                 |                 |                 |                 |                 |                 |                 |                 |                 |                 |                 |                 |

## 자매 도시
- 미국 미시간주 머스키건
- 중국 산시성 다퉁시